# 阿津川辰海
阿津川 辰海（あつかわ たつみ、1994年 -）は日本の小説家。東京都出身。東京大学・法学部卒。

## 略歴
東京大学在学時は文芸サークル「新月お茶の会」に所属。2017年、光文社の新人発掘プロジェクト「カッパ・ツー」の第一期にて『名探偵は嘘をつかない』でデビュー。2023年、『阿津川辰海 読書日記 かくしてミステリー作家は語る〈新鋭奮闘編〉』で第23回本格ミステリ大賞評論・研究部門を受賞。

## 受賞・候補歴
- 2016年 - 『名探偵は嘘をつかない』で第一期カッパ・ツー受賞。
- 2020年 - 『紅蓮館の殺人』で第20回本格ミステリ大賞（小説部門）候補[4]。
- 2021年 - 『透明人間は密室に潜む』で第21回本格ミステリ大賞（小説部門）候補[5]。
- 2022年 - 『蒼海館の殺人』で第22回本格ミステリ大賞（小説部門）候補[6]。
- 2023年 - 『阿津川辰海 読書日記 かくしてミステリー作家は語る〈新鋭奮闘編〉』で第76回日本推理作家協会賞（評論・研究部門）候補[7]、第23回本格ミステリ大賞（評論・研究部門）受賞[3]。

## ミステリ・ランキング
- 週刊文春ミステリーベスト10
  - 2019年 - 『紅蓮館の殺人』11位
  - 2020年 - 『透明人間は密室に潜む』2位
  - 2021年 - 『蒼海館の殺人』8位
  - 2022年 - 『録音された誘拐』13位、『入れ子細工の夜』20位
  - 2023年 - 『午後のチャイムが鳴るまでは』14位
- このミステリーがすごい!
  - 2018年 - 『名探偵は嘘をつかない』30位
  - 2020年 - 『紅蓮館の殺人』6位
  - 2021年 - 『透明人間は密室に潜む』2位
  - 2022年 - 『蒼海館の殺人』5位
  - 2023年 - 『録音された誘拐』15位、『入れ子細工の夜』26位
  - 2024年 - 『午後のチャイムが鳴るまでは』11位
  - 2025年 - 『バーニング・ダンサー』8位、『黄土館の殺人』20位
- 本格ミステリ・ベスト10
  - 2018年 - 『名探偵は嘘をつかない』3位
  - 2019年 - 『星詠師の記憶』6位
  - 2020年 - 『紅蓮館の殺人』3位
  - 2021年 - 『透明人間は密室に潜む』1位
  - 2022年 - 『蒼海館の殺人』2位
  - 2023年 - 『録音された誘拐』3位、『入れ子細工の夜』7位、『あなたへの挑戦状』（斜線堂有紀との共著）28位
  - 2024年 - 『午後のチャイムが鳴るまでは』4位
  - 2025年 - 『黄土館の殺人』8位、『バーニング・ダンサー』15位
- ミステリが読みたい!
  - 2020年 - 『紅蓮館の殺人』5位
  - 2021年 - 『透明人間は密室に潜む』3位
  - 2022年 - 『蒼海館の殺人』4位
  - 2023年 - 『入れ子細工の夜』14位
  - 2024年 - 『午後のチャイムが鳴るまでは』17位
  - 2025年 - 『バーニング・ダンサー』12位
- MRC大賞
  - 2022年 - 『あなたへの挑戦状』（斜線堂有紀との共著）6位、『録音された誘拐』10位

## 作品リスト

### 単行本

#### 〈館四重奏〉シリーズ
- 紅蓮館の殺人（2019年9月 講談社タイガ ISBN 978-4-06-516819-6）
- 蒼海館の殺人（2021年2月 講談社タイガ ISBN 978-4-06-521207-3）
- 黄土館の殺人（2024年2月 講談社タイガ ISBN 978-4-06-534728-7）

#### その他の作品
- 名探偵は嘘をつかない（2017年6月 光文社 ISBN 978-4-334-91163-8 / 2020年6月 光文社文庫 ISBN 978-4-334-79038-7）
- 星詠師の記憶（2018年10月 光文社 ISBN 978-4-334-91249-9 / 2021年10月 光文社文庫 ISBN 978-4-334-79256-5）
- 透明人間は密室に潜む（2020年4月 光文社 ISBN 978-4-334-91345-8 / 2022年9月 光文社文庫 ISBN 978-4-334-79419-4）
  - 収録作品：透明人間は密室に潜む / 六人の熱狂する日本人 / 盗聴された殺人 / 第13号船室からの脱出
- 入れ子細工の夜（2022年5月 光文社 ISBN 978-4-334-91464-6 / 2025年3月 光文社文庫 ISBN 978-4-334-10576-1）
  - 収録作品：危険な賭け 〜私立探偵・若槻晴海〜 / 二〇二一年度入試という題の推理小説 / 入れ子細工の夜 /  六人の激昂するマスクマン
- 録音された誘拐（2022年8月 光文社 ISBN 978-4-334-91479-0 / 2025年4月 光文社文庫 ISBN 978-4-334-10617-1）
- 午後のチャイムが鳴るまでは（2023年9月 実業之日本社 ISBN 978-4-408-53844-0）
  - 収録作品：RUN! ラーメン RUN! / いつになったら入稿完了？ / 賭博師は恋に舞う / 占いの館へおいで / 過去からの挑戦
- バーニング・ダンサー (2024年7月 KADOKAWA ISBN 978-4-04-114177-9）
- 最後のあいさつ（2025年8月 光文社 ISBN 978-4-334-10745-1）

#### エッセイ集
- 阿津川辰海 読書日記 かくしてミステリー作家は語る〈新鋭奮闘編〉（2022年8月 光文社 ISBN 978-4-334-95325-6）
- 阿津川辰海 読書日記 ぼくのミステリー紀行〈七転八倒編〉（2024年8月 光文社 ISBN 978-4-334-10402-3）

### 共著
- あなたへの挑戦状（2022年9月 講談社 ISBN 978-4-06-529350-8） - 斜線堂有紀との共著。小説「水槽城の殺人」を収録。
- ミステリーツアー（2024年6月 講談社 ISBN 978-4-06-535898-6） - 編：講談社。青崎有吾、伊吹亜門、似鳥鶏、真下みこととの共著。書評集。

### アンソロジー
「」内が阿津川辰海の作品
- ベスト本格ミステリ2018 （2018年6月 講談社ノベルス ISBN 978-4-06-511821-4）「透明人間は密室に潜む」
  - 【改題・再編集】ベスト本格ミステリ TOP5 短編傑作選004（2019年6月 講談社文庫 ISBN 978-4-06-516258-3）
- 非日常の謎 ミステリアンソロジー（2021年3月 講談社タイガ ISBN 978-4-06-522823-4）「成人式とタイムカプセル」
- 絶対名作！ 十代のためのベスト・ショート・ミステリー 涙と笑いのミステリー（2022年2月 汐文社 ISBN 978-4-8113-2913-0）「六人の熱狂する日本人」
- 法廷ミステリーアンソロジー 逆転の切り札（2022年6月 朝日文庫 ISBN 978-4-02-265047-4）「六人の熱狂する日本人」
- 陥穽の円舞曲 最新ベスト・ミステリー（2022年11月 光文社 ISBN 978-4-334-91498-1）「入れ子細工の夜」
- 斬新 THE どんでん返し（2023年4月 双葉文庫 ISBN 978-4-575-52657-8）「おれ以外のやつが」
- Jミステリー2023 SPRING（2023年4月 光文社文庫 ISBN 978-4-334-79519-1）「拾った男」
- 超短編！ 大どんでん返し Special（2023年12月 小学館文庫 ISBN 978-4-09-407319-5）「黒い雲」
- ミステリー小説集 脱出（2024年5月 中央公論新社 ISBN 978-4-12-005785-4）「屋上からの脱出」
- 有栖川有栖に捧げる七つの謎 (2024年11月 文春文庫 ISBN 978-4-16-792297-9）「山伏地蔵坊の狼狽」
- 名探偵と学ぶミステリ 推理小説アンソロジー&ガイド（2025年4月 早川書房 ISBN 978-4-15-210414-4）「オムレツは知っていた」

### 単行本未収録作品
小説
- 必然の裁き（東京創元社『ミステリーズ！』vol.104 DECEMBER 2020）
- 成人式とタイムカプセル（講談社『小説現代』2021年2月号）
- 黒い雲（小学館『STORY BOX』2021年6月号）
- おれ以外のやつが（双葉社『小説推理』2022年10月号）
- 迷探偵・夢見灯の読書会 第三の短剣（新潮社『小説新潮』2023年2月）
- 拾った男（光文社文庫『Jミステリー2023 SPRING』 2023年4月）
- 『特別養護老人ホーム・隅野苑』第1話 回廊の死角（小学館『STORY BOX』2023年9月号）
- 迷探偵・夢見灯の読書会 そして誰にも共感出来なかった（新潮社『小説新潮』2023年10月号）
- 『特別養護老人ホーム・隅野苑』第2話 熱室の死角（小学館『STORY BOX』2023年11月号）
- 失恋名探偵（ポプラ社『季刊asta』VOL.10 2024.1 - VOL.15 2025.4）
- 迷探偵・夢見灯の読書会 モザイク岬の謎（新潮社『小説新潮』2024年4月号）
- 屋上からの脱出（中央公論新社『ミステリー小説集 脱出』 2024年5月）
- 山伏地蔵坊の狼狽（文藝春秋『別冊文藝春秋』電子版56号〈2024年7月号〉）
- 迷探偵・夢見灯の読書会 女死刑囚パズル（新潮社『小説新潮』2024年10月号）
- 迷探偵・夢見灯の読書会 三階の窓（新潮社『小説新潮』2025年2月号）
- デッドマンズ・チェア（KADOKAWA『小説 野性時代』第255号 2025年3月号 - ）
- オムレツは知っていた（早川書房『名探偵と学ぶミステリ 推理小説アンソロジー&ガイド』2025年4月）

エッセイ
- ミステリ作家は死ぬ日まで、黄色い部屋の夢を見るか？〜阿津川辰海・読書日記〜（光文社『ジャーロ』公式サイト、2020年10月 - [8]）
  - 第34回まで『阿津川辰海 読書日記 かくしてミステリー作家は語る〈新鋭奮闘編〉』に収録。
- 『蒼海館の殺人』執筆中に買ってよかったもの2020（tree、2021年3月2日[9]）
- 採れたて本！【海外ミステリ】（小学館『STORY BOX』2022年1月号 - ）
  - 2022年5月号分まで『阿津川辰海 読書日記 かくしてミステリー作家は語る〈新鋭奮闘編〉』に収録。
- 私が憧れた世界のこと（光文社『小説宝石』2022年6月号）
- 東川印の『館』×ユーモアミステリ（『週刊読書人』2022年7月29日号）
- わたしとリューイン（早川書房『ミステリマガジン』2022年9月号）
- 心血を注いだ『令和の誘拐劇』（光文社『小説宝石』2022年10月号）
- 私と〈矢吹駆〉シリーズ 〜初めて「新刊で買う」矢吹駆〜（光文社『ジャーロ』No.86 2023 JANUARY）
- ミステリーツアー（講談社「Mephisto Readers Club」、2023年3月28日 - ）
- 技巧を凝らした、著者渾身の本格ミステリ（新潮社『波』2023年10月号）

### 解説
- 石持浅海『パレードの明暗 座間味くんの推理』（2019年5月 光文社文庫 ISBN 978-4-334-77844-6）
- 東川篤哉『探偵さえいなければ』(2020年1月 光文社文庫 ISBN 978-4-334-77958-0）
- アガサ・クリスティー、田中一江 訳『雲をつかむ死〔新訳版〕』（2020年6月 早川書房 クリスティー文庫 ISBN 978-4-15-131010-2）
- 北森鴻『旗師・冬狐堂一 狐罠』（2020年11月 徳間文庫 ISBN 978-4-19-894596-1）
- ジェフリー・ディーヴァー、土屋晃 訳『オクトーバー・リスト』（2021年3月 文春文庫 ISBN 978-4-16-791668-8）
- 綾辻行人『暗闇の囁き 〈新装改訂版〉』（2021年5月 講談社文庫 ISBN 978-4-06-522514-1）
- 西澤保彦『パズラー 謎と論理のエンタテインメント』（2021年5月 創元推理文庫 ISBN 978-4-488-43814-2）
- ラグナル・ヨナソン、吉田薫 訳『閉じ込められた女』（2021年7月 小学館文庫 ISBN 978-4-09-406807-8）
- ジョセフ・ノックス、池田真紀子 訳『スリープウォーカー マンチェスター市警 エイダン・ウェイツ』（2021年9月 新潮文庫 ISBN 978-4-10-240153-8）
- 山田正紀『山田正紀・超絶ミステリコレクション#1 妖鳥』（2021年10月 徳間文庫 トクマの特選！ ISBN 978-4-19-894685-2）
- エイドリアン・マッキンティ、武藤陽生 訳『レイン・ドッグズ』（2021年12月 ハヤカワ・ミステリ文庫 ISBN 978-4-15-183307-6）
- スチュアート・タートン、三角和代 訳『イヴリン嬢は七回殺される』（2022年7月 文春文庫 ISBN 978-4-16-791913-9）
- ホリー・ジャクソン、服部京子 訳『優等生は探偵に向かない』（2022年7月 創元推理文庫 ISBN 978-4-488-13506-5）
- ニクラス・ナット・オ・ダーグ、ヘレンハルメ美穂 訳『1795』（2022年10月 小学館文庫 ISBN 978-4-09-407148-1）
- 柳広司『はじまりの島』（2022年10月 幻冬舎文庫 ISBN 978-4-344-43238-3）
- 辻真先『赤い鳥、死んだ。』（2023年2月 実業之日本社文庫 ISBN 978-4-408-55789-2）
- 梶龍雄『梶龍雄 驚愕ミステリ大発掘コレクション2 清里高原殺人別荘』（2023年2月 徳間文庫 トクマの特選！ ISBN 978-4-19-894828-3）
- ミシェル・ビュッシ、平岡敦 訳『恐るべき太陽』（2023年5月 集英社文庫 ISBN 978-4-08-760784-0）
- D・M・ディヴァイン、中村有希 訳『すり替えられた誘拐』（2023年5月 創元推理文庫 ISBN 978-4-488-24013-4）
- 大山誠一郎『仮面幻双曲』（2023年6月 小学館文庫 ISBN 978-4-09-407263-1）
- 澤村伊智『アウターQ 弱小Webマガジンの事件簿』（2023年6月 双葉文庫 ISBN 978-4-575-52669-1）
- 本格ミステリ作家クラブ 編『本格王2023』（2023年6月 講談社文庫 ISBN 978-4-06-531938-3）
- 池上永一『海神の島』（2023年6月 中公文庫 ISBN 978-4-12-207376-0）
- 辻真先『村でいちばんの首吊りの木』（2023年8月 実業之日本社文庫 ISBN 978-4-408-55820-2） - 著者との対談を収録
- アントニイ・バークリー、藤村裕美 訳『最上階の殺人』（2024年2月 創元推理文庫 ISBN 978-4-488-12309-3）
- 泡坂妻夫『乱れからくり 【新装版】』（2024年7月 創元推理文庫 ISBN 978-4-488-40230-3
- 飛鳥部勝則『ラミア虐殺』（2025年4月 光文社文庫 ISBN 9784334106058）